# Daniela Padoan
Daniela Padoan (Bologna, 25 novembre 1958) è una scrittrice e saggista italiana.

## Biografia
Figlia dello scrittore di libri per ragazzi Gianni Padoan, scrisse insieme a lui alcuni dei suoi ultimi libri.
I suoi principali argomenti di ricerca, indagati tramite libri, documentari e interviste, sono la testimonianza della Shoah e la resistenza femminile ai regimi, dall'Argentina al Ruanda.
Nel 2003 ha pubblicato per Bompiani il libro Come una rana d'inverno, incentrato sulla testimonianza di Goti Herskovits Bauer, Liliana Segre e Giuliana Fiorentino Tedeschi, tra le maggiori testimoni italiane della Shoah. Il volume, diventato un long seller, ha visto numerose ristampe e una nuova edizione nel 2018. Nel 2019 è stato pubblicato in Spagna con il titolo Como una rana en invierno. Tres mujeres en Auschwitz].
Sullo stesso argomento, nel 2007 Padoan ha realizzato per Rai 3 il documentario La Shoah delle donne e nel 2008 il documentario Dalle leggi razziali alla Shoah (per la trasmissione La grande storia). Alla difficile posizione testimoniale – tra santificazione e negazione - ha dedicato il volume Il paradosso del testimone, un numero della Rivista di estetica (n. 45, 3/2010 anno L, Rosenberg & Sellier) che raccoglie saggi di Aharon Appelfeld, Ruth Klüger, Hanna Kugler Weiss, tra i più importanti testimoni della Shoah.
Alla testimonianza ha inoltre dedicato il saggio La costruzione della testimonianza tra storia e letteratura, raccolto nel volume Essere donne nei lager (a cura di A. Chiappano, Giuntina, 2009).
Nel 2004 ha pubblicato, sempre per Bompiani, Le pazze. Un incontro con le Madri di Plaza de Mayo, un racconto a più voci fatto dalle fondatrici della storica associazione che, alla ricerca dei figli desaparecidos, affrontarono una tra le più feroci dittature del Novecento. Il libro ha vinto il Premio Martoglio per il giornalismo 2005 e il Premio Nonino 2006.
Sulle madri dei desaparecidos ha realizzato, nel 2002, La piazza delle Madri dal fazzoletto bianco, video-intervista a Hebe de Bonafini, presidente delle Madres di Plaza de Mayo, per la regia di Dario Barezzi, e nel 2006 ha girato, in Argentina, Le Madri di Plaza de Mayo, in onda per Rai3, sempre nell'ambito della rassegna Doc3-Documentario d'autore.
Nel 2006, per Rai News 24, ha realizzato il reportage Via Lecco, 9, incentrato sulla vicenda di un gruppo di rifugiati politici del Corno d'Africa.
Nell'ambito della critica letteraria e cinematografica ha pubblicato Ermanno Olmi. Il sentimento della realtà, un libro-intervista al grande maestro del cinema (Editrice San Raffaele 2008) e il volume Tra scrittura e libertà. I discorsi dei Nobel per la letteratura (Editrice San Raffaele 2010), una raccolta dei discorsi più politici e testimoniali degli scrittori insigniti del Nobel, da Imre Kertész a Josif Brodskij, da Gao Xingjian a Wole Soyinka, in un affresco che mette a fuoco quello che da molti è stato chiamato il "secolo dei campi", dai lager ai gulag, dai campi di rieducazione cinesi alle galere dell'apartheid. Il volume, in versione aggiornata, è stato ripubblicato da Bompiani nel 2018 con il titolo Per amore del mondo. I discorsi politici dei Premi Nobel per la letteratura
Tornando sul tema delle radici culturali del razzismo, indagandone la radice antropocentrica, ha scritto con Luigi Luca Cavalli-Sforza - tra gli studiosi più autorevoli nel campo della genetica delle popolazioni e delle migrazioni umane - il libro a due voci Razzismo e noismo. Le declinazioni del noi e l'esclusione dell'altro (Einaudi 2013).
Ha collaborato a Radio 1 Rai conducendo trasmissioni in diretta con ospiti in studio e scrivendo testi di varietà e radiodrammi. Per la televisione, ha partecipato alla realizzazione di trasmissioni di Rai Educational, tra cui La scuola in diretta.
Nel campo della letteratura per ragazzi, ha pubblicato i volumi Miti e leggende del mondo antico (Sansoni 1996), Miti e leggende dei popoli del mondo (Sansoni 1998), e Tottoi e i delfini, con il padre Gianni Padoan (Giunti 1996).
Ha collaborato a "Saturno", inserto culturale del Fatto Quotidiano, alla rivista femminista Via Dogana e all'Enciclopedia Treccani, curando in particolare la voce sugli scrittori italiani nati in altri Paesi, e all'Enciclopedia delle Donne, curando la voce su Liliana Segre.
In ambito ecologista, nel 2020 ha curato il volume Niente di questo mondo ci risulta indifferente], di Interno4 Edizioni, esito di un percorso promosso dall'associazione Laudato sì, che ha coinvolto più di duecento studiosi, attivisti e associazioni in un confronto sull'enciclica Laudato si' di papa Francesco, allo scopo di promuovere un'alleanza per il clima, la Terra e la giustizia sociale (recensione di Luigi Manconi).
Dal 2022 è direttrice del collana Lupicattivi - Voci di ecologia integrale, di Castelvecchi Editore. Nello stesso anno pubblica il volume Gli stati generali dell'acqua, di cui è curatrice, una sorta di libro-assemblea cui partecipano climatologi, geografi, biologi, attivisti, rappresentanti di istituzioni e protagonisti di battaglie per l’acqua bene comune.
Ha collaborato con il Manifesto e l'Avvenire. Dal 2023 scrive su La Stampa.
Il 22 aprile 2023 è stata eletta nuova Presidente di Libertà e Giustizia.

## Attivismo politico
Nel 2014 è stata candidata alle elezioni europee nella lista L'Altra Europa con Tsipras, coalizione di partiti e associazioni che sostenevano la candidatura del leader di SYRIZA Alexīs Tsipras alla presidenza della Commissione europea. Ha ottenuto 4.053 preferenze senza essere eletta.
Dal luglio dello stesso anno è stata portavoce in Italia dell’eurodeputata Barbara Spinelli, con la quale ha lavorato in particolare sui temi dei diritti, delle libertà civili e della migrazione. Nell'aprile 2019 è stata ricandidata alle elezioni europee con la lista “La Sinistra". Ha ottenuto 2.090 preferenze senza essere elette.
È stata presidente dell'associazione Laudato si' - Un'alleanza per il clima la Terra e la giustizia sociale ed è tra i soci fondatori dell'Osservatorio Solidarietà e dell'associazione ADIF - Diritti e frontiere.
Nel 2023 è stata candidata alle elezioni regionali in Lombardia come capolista a Milano e Provincia nella lista Alleanza Verdi e Sinistra (AVS), per conto di Europa Verde. Con 1.567 preferenze è risultata eletta, ma in virtù della vigente legge elettorale lombarda il suo seggio - il secondo attribuito alla lista AVS nella Circoscrizione di Milano e Provincia - è stato assegnato dall'Ufficio centrale regionale al primo non eletto tra i candidati alla presidenza, Pierfrancesco Majorino.

## Opere
- Miti e leggende del mondo antico, Collana Fette di melone, Firenze, Sansoni, 1996, ISBN 978-88-383-2022-4.
- Miti e leggende dei popoli del mondo, Collana Fette di melone, Firenze, Sansoni, 1998, ISBN 978-88-383-2072-9.
- Un'eredità senza testamento. Inchiesta di Fempress sui femminismi di fine secolo, Introduzione, Quaderni di Via Dogana, 2001.
- Come una rana d'inverno. Conversazioni con tre donne sopravvissute ad Auschwitz: Liliana Segre, Goti Bauer, Giuliana Tedeschi, Presentazione di Furio Colombo, Milano, Bompiani, 2004, 2018, ISBN 978-88-452-9609-3; Torino, Einaudi, 2024.
- Le pazze. Un incontro con le Madri di Plaza de Mayo, Collana Tascabili n.939, Milano, Bompiani, 2005, 2019, ISBN 978-88-452-3347-0.
- con Ermanno Olmi, Il sentimento della realtà, Milano, Editrice San Raffaele, 2008.
- La costruzione della testimonianza tra storia e letteratura, in A. Chiappano, Essere donne nei Lager, Firenze, Giuntina, 2009.
- con Luigi Luca Cavalli-Sforza, Razzismo e noismo. Le declinazioni del noi e l'esclusione dell'altro, Torino, Einaudi, 2013.

### Curatele
- Tra scrittura e libertà. I discorsi dei Premi Nobel per la Letteratura, Milano, Editrice San Raffaele, 2010.
- Il paradosso del testimone, n. 45 (3/2010) anno L, Torino, Rosenberg & Sellier, 2010.
- Niente di questo mondo ci risulta indifferente, Interno4 Edizioni, 2020.
- Gli stati generali dell'acqua, Roma, Castelvecchi Editore, 2022.
- Liliana Segre, La stella polare della Costituzione. Il discorso al Senato, Torino, Einaudi, 2023.